# Лантратівка (пункт контролю)
49°57′53″ пн. ш. 38°14′39″ сх. д. / 49.96472° пн. ш. 38.24417° сх. д.
Лантра́тівка — пункт контролю через державний кордон України на кордоні з Росією.
Розташований у Луганській області, Троїцький район, в однойменному селі, на станції Лантратівка (автошлях Т 1312). З російського боку розташований пункт контролю «Роз'їзд Вистріл», Валуйський район, Бєлгородська область.
Вид пропуску — залізничний. Статус пункту пропуску автомобільного — міжнародний.
Характер перевезень — пасажирський.
Окрім радіологічного, митного та прикордонного контролю, пункт контролю «Лантратівка» може здійснювати санітарний та ветеринарний контроль.
Пункт контролю «Лантратівка» входить до складу митного посту «Старобільськ» Луганської митниці. Код пункту пропуску — 70217 14 00 (12)..